# Мамо, можна?
«Мамо, можна?» (англ. Mother may I?; також відома як «Капітане, можна?» та «Тату, можна?») — дитяча гра, де гравці просуваються вперед, запитуючи дозвіл у ведучого («Мами») на кожен крок, і повертаються назад, якщо забувають запитати.

## Мета, правила та загальний ігровий процес
Один гравець грає роль «матері», «батька» або «капітана». Інші гравці — «діти» або «члени екіпажу». На початку гри «мама» або «тато» стають в одному кінці кімнати і повертаються обличчям убік, а «діти» шикуються в лінію в іншому кінці. Діти по черзі запитують: «Мамо/Тату, можна ____?» і пропонують рух. Наприклад, можна запитати: «Мамо/Тату, можна зробити п'ять кроків вперед?». «Мати»/«батько» відповідає: «Так, можна» або «Ні, не можна, але можна _____» і вставляє свою пропозицію. Гравці зазвичай рухаються ближче до «матері»/«батька», але іноді збиваються на манівці. Навіть якщо «мама»/«тато» робить несприятливу пропозицію, «дитина» все одно повинна її виконати. Виграє той з «дітей», хто першим дійде до місця, де знаходиться «мама»/«тато». Ця дитина стає «мамою»/«татом», а початкова «мама»/«тато» стає «дитиною». Після цього починається новий раунд.
Деякі пропозиції [від кого?], які заповнюють прогалину «мама/тато/капітан, можна ____?», включають в себе:
- Зробіть (#) кроків вперед
- Зробіть (#) гігантських кроків вперед (зазвичай невелика кількість, через великий розмір кроків)
- Зробіть (#) дитячих кроків вперед (зазвичай велика кількість, через крихітний розмір кроків)
- Зробіть (#) парасолькових кроків вперед
- Стрибайте вперед, як жаба, (#) разів
- Бігти вперед протягом (#) секунд
- Ходити крабом протягом (#) секунд
- Зробити (#) кроків Попелюшки — кружляти вперед, торкаючись вказівним пальцем маківки
- Відкрити і закрити книгу (#) разів — стрибати вперед, розставивши ноги, а потім знову звести ноги разом
- Ліхтарний стовп — лягти обличчям донизу і витягнути руки вперед, підняти ноги до точки, до якої доходять кінчики пальців

Якщо «діти» надто швидко доходять до «мами» чи «тата», «мама»/«тато» можуть відхилити пропозицію дитини, замінивши її на «Ні, ти не можеш цього зробити, але замість цього можеш ____». Вони можуть скоротити початкову пропозицію дитини (наприклад, зменшити п'ять гігантських кроків до трьох) або зробити іншу пропозицію, наприклад
- Зробіть (#) кроків назад
- Бігти назад протягом (#) секунд
- Ідіть назад, поки я (мати/батько) не скажу «стій»
- Повернення на стартову лінію (у рідкісних випадках)

Поширеним варіантом гри є те, що «мама» або «тато» (які можуть стояти обличчям до «дітей») починають хід кожної «дитини», даючи вказівку, яку вона повинна виконати. Дитина повинна відповісти: «Мамо/Тату, можна?», перш ніж виконати наказ, на що мама/тато завжди дає згоду. Однак, якщо дитина не запитує дозволу, вона повинна повернутися до початку. Таким чином, «діти», які просунулися далеко до мети, зазнають поразки; вказівки повернутися назад також повинні бути запитані, щоб не чекала гірша доля. Мистецтво бути хорошою «матір'ю» чи «батьком» полягає в тому, щоб виховувати всіх у рівній мірі, наскільки це можливо.
Іншими варіаціями цієї гри-перехрещування є «Котра година, пане Вовче?» (іноді її називають «Стара пані Лисице, котра година?», хоча ця версія дещо відрізняється), «Бабусиними слідами» та «Бульдог», в яку грають у Великій Британії. У першій з них гра схожа: пан Вовк стає обличчям від дітей (або пані Лисиця обличчям до дітей), діти разом співають «котра година, пане Вовк?» (або «стара пані Лисице, котра година?»), і якщо він або вона відповідає 9 годин, діти просуваються на 9 кроків уперед. Якщо хтось добігає до пана Вовка, він або вона стає новим паном Вовком. Або ж пан Вовк може відповісти на запитання, сказавши: «Час обідати!» (або у версії пані Лисиці — «опівночі!»), він повертається і жене дітей назад до старту. Якщо він зловить когось із дітей до того, як вони опиняться в безпеці, ця дитина стає новим паном Вовком.